# (2853) Harvill
(2853) Harvill (1963 RG; 1974 SS4; 1974 WG1; 1976 GL5; 1981 TG) ist ein ungefähr sieben Kilometer großer Asteroid des inneren Hauptgürtels, der am 14. September 1963 im Rahmen des Indiana Asteroid Programs am Goethe-Link-Observatorium in Brooklyn, Indiana (IAU-Code 760) entdeckt wurde. Durch das Indiana Asteroid Program wurden insgesamt 119 Asteroiden neu entdeckt.

## Benennung
(2853) Harvill wurde nach Richard Harvill (1905–1988) benannt. Er war von 1951 bis 1971 Direktor der University of Arizona, was die längste Amtszeit der Universitätsgeschichte ist. Harvill leistete denjenigen, die an der Einrichtung des Kitt-Peak-Nationalobservatorium (IAU-Code 695) beteiligt waren, in vielerlei Hinsicht wichtige Hilfe. Die Benennung wurde vom US-amerikanischen Astronomen Frank K. Edmondson vorgeschlagen.